# بيلي جونسون (مبشر)
بيلي جونسون (بالإنجليزية: Billy Johnson)‏ هو مبشر نيجيري، ولد في 17 ديسمبر 1934، وتوفي في 27 مارس 2012.